# Пйотркувек (Мазовецьке воєводство)
Пйотркувек (пол. Piotrkówek) — село в Польщі, у гміні Слубіце Плоцького повіту Мазовецького воєводства.
Населення — 130 осіб (2011).
У 1975-1998 роках село належало до Плоцького воєводства.

## Демографія
Демографічна структура станом на 31 березня 2011 року:
|          | Загалом | Допрацездатний вік | Працездатний вік | Постпрацездатний вік |
| -------- | ------- | ------------------ | ---------------- | -------------------- |
| Чоловіки | 62      | 9                  | 45               | 8                    |
| Жінки    | 68      | 16                 | 38               | 14                   |
| Разом    | 130     | 25                 | 83               | 22                   |